# Phalera birmicola
Phalera birmicola är en fjärilsart som beskrevs av Felix Bryk 1950. Phalera birmicola ingår i släktet Phalera och familjen tandspinnare. Inga underarter finns listade i Catalogue of Life.